# Như Hòa
Như Hòa là một xã thuộc huyện Kim Sơn, tỉnh Ninh Bình, Việt Nam.

## Địa lý
Xã Như Hòa nằm cách thành phố Hoa Lư 23 km, có vị trí địa lý:
- Phía đông giáp xã Hùng Tiến
- Phía tây giáp xã Quang Thiện
- Phía nam giáp tỉnh Nam Định
- Phía bắc giáp huyện Yên Khánh.

Xã Như Hòa có diện tích 5,88 km², dân số năm 2022 là 7.169 người, mật độ dân số đạt 1.219 người/km².
Quốc lộ 10 nối thành phố Hoa Lư với thị trấn Phát Diệm cũng đi qua địa bàn xã.

## Hành chính
Xã Như Hòa có 4 làng: Như Độ, Hòa Lạc, Như Mật, Tuần Lễ được chia thành 11 xóm: 1, 2, 3, 4, 5, 6, 7, 8, 9, 10, 11.

## Lịch sử
Ngày 22 tháng 7 năm 1964, Bộ Nội vụ ban hành Quyết định số 199/QĐ-NV về việc đổi tên xã Hùng Vương thành xã Như Hòa.
Trong đó 3 làng: Như Độ, Hòa Lạc, Tuần Lễ nằm dọc theo chiều dài của xã, riêng làng Như Mật nằm ở phía bắc của xã.
- Làng Như Độ: nằm ở phần bên tây của xã, giáp với làng Phúc Điền xã Quang Thiện qua một kênh nhỏ. Trụ sở UBND xã nằm trên làng này. Làng Như Độ còn có trung tâm trường Mầm non nằm giáp ranh giữa xóm 2 và xóm 3 cách QL10 đi lên chừng 300m và đang chuẩn bị đầu tư xây dựng một nhà máy hệ thống xử lý nước sạch phục vụ nhu cầu nước sinh hoạt cho bà con. Làng Như Độ còn lưu giữ được nét văn hoá truyền thống riêng mà rất ít địa phương có được là mùa Lễ hội làng, đến hẹn lại lên cứ vào các năm: Tý, Ngọ, Mão, Dậu là tất cả người dân trong làng ngoài xã ở khắp các địa phương trong cả nước lại nô nức trở về Quê hương vào mùa lễ hội một phần để ôn lại lịch sử hào hùng của dân tộc nói chung và ôn lại quá trình dựng làng, dựng xã, ngoài ra lễ hội còn là dịp để bà con nhân dân thư giãn với các trò chơi dân gian mang đậm bản sắc dân tộc nhằm xua đi những nhọc nhằn trong cày cấy, thường lễ hội được tổ chức kéo dài từ chiều ngày 12 đến hết ngày 15 tháng Giêng âm lịch.
- Làng Hòa Lạc: Nằm ở giữa 2 làng Như Độ và Tuần Lễ. Đây là làng có phần đa dân số theo đạo Công Giáo. Trạm y tế xã và các trường tiểu học, trung học cơ sở xã Như Hòa nằm trên làng này. Nhà thờ Giáo xứ Hòa Lạc thuộc giáo phận Phát Diệm nằm trên địa bàn xã Như Hòa, Kim Sơn, Ninh Bình.
- Làng Tuần Lễ: Nằm ở phía đông của xã, giáp với xã Hùng Tiến. Trường PTTH Kim Sơn B nằm trên làng này.
- Làng Như Mật: Nằm ở cực bắc của xã, được sáp nhập vào xã Như Hòa sau khi giải thể xã Yên Mật.

Đến năm 2019, xã Như Hòa có diện tích 5,19 km², dân số là 5.337 người, mật độ dân số đạt 1.028 người/km², có 9 xóm thuộc 4 làng.
Ngày 10 tháng 1 năm 2020, Ủy ban Thường vụ Quốc hội ban hành Nghị quyết số 861/NQ-UBTVQH14 về việc sắp xếp các đơn vị hành chính cấp xã thuộc tỉnh Ninh Bình (nghị quyết có hiệu lực từ ngày 1 tháng 2 năm 2020). Theo đó, sáp nhập toàn bộ 0,90 km² diện tích tự nhiên và 827 người của hai xóm 4 và 5 (thuộc làng Như Mật) của xã Yên Mật vừa giải thể vào xã Như Hòa.
Sau khi sáp nhập, xã Như Hòa có 6,09 km² diện tích tự nhiên và quy mô dân số 6.164 người.

## Văn hóa

### Đền Như Độ
Đền Như Độ còn được gọi là miếu Như Độ, là di tích lịch sử văn hóa cấp quốc gia thứ 6 của Kim Sơn và là di tích quốc gia duy nhất trên địa bàn xã Như Hòa. Đền Như Độ thờ Trần Nguyên Hãng và các cụ chiêu mộ, nguyên mộ, thứ mộ, tân mộ đã có công khai hoang, lấn biển, lập nên Ấp Như Độ, họ cũng là các ông tổ của các dòng họ lớn trong làng như Doãn, Trương, Trần, Nguyễn.
Quan Thái bảo Trần Nguyên Hãng là hậu duệ nhà Trần, có công đánh giặc Nguyên Mông nhưng về cuối thời Trần đã bị Hồ Quý Ly sát hại. Theo sự phân chia của huyện Kim Sơn xưa, mỗi làng được thờ một danh nhân làm thành hoàng và làng Như Độ thờ Trần Nguyên Hãng.